# داون هارتيغان
داون هارتيغان (بالإنجليزية: Dawn Hartigan)‏ هي منافسة ألعاب القوى أسترالية، ولدت في 13 نوفمبر 1956.